# 近田玲子
近田 玲子（ちかだ れいこ、1946年11月2日 - ）は、日本の照明デザイナー。
東京芸術大学インダストリアルデザイン科（当時）卒。石井幹子デザイン事務所に勤務、のち1986年に独立して近田玲子デザイン事務所を設立。IESNA（北米照明学会）Award of Merit、Paul Waterbury Award of Excellence、Edwin F. Guth Memorial Award of Excellence受賞。IALD（国際照明デザイナー協会）Award of Citation、Award of Merit受賞。代表作に聖路加国際病院、目黒雅叙園、巣鴨の2世帯住宅、明治大学リバティ・タワー、首里城公園、ミキモトクリスマスイルミネーション、ミューザ川崎、ハートアイランド新田一番街、九州国立博物館など。
天文学者近田義広は夫。教育者近田廣司は義父。